# Neil Sebastian Scantlebury
Neil Sebastian Ricardo Scantlebury (Bridgetown, 1º ottobre 1965) è un vescovo cattolico barbadiano, dal 28 dicembre 2020 vescovo di Bridgetown; è il primo nativo delle Barbados ad essere elevato all'episcopato nella storia della Chiesa.

## Biografia

### Formazione e ministero sacerdotale
Dopo avere frequentato le scuole nelle Barbados, Scantlebury ha studiato all'Università delle Indie occidentali a Trinidad e Tobago, conseguendo il bachelor in ingegneria meccanica nel 1989. Successivamente si è trasferito nelle Isole Vergini Americane, dove ha insegnato religione alla scuola della Cattedrale dei Santi Pietro e Paolo.
Maturata la vocazione religiosa, ha studiato teologia alla Mount Saint Mary's University a Emmitsburg nel Maryland, dove ha conseguito il master of divinity.
Il 18 maggio 1995 è stato ordinato presbitero e destinato alla diocesi di Saint Thomas nelle Isole Vergini americane.
Dal 1995 al 1997 è stato vice parroco nella Holy Family Church, nel 1997 è stato nominato parroco della chiesa Our Lady of Mount Carmel, mantenendo l'incarico fino al 2003. Nel 1999 ha conseguito il master of arts in Sacra Scrittura alla Mount St. Mary's University. Dopo il 2003 ha ricoperto vari incarichi, tra cui quelli di cancelliere della diocesi e rettore della cattedrale.

### Ministero episcopale
Il 28 dicembre 2020 è stato nominato da Papa Francesco vescovo della diocesi di Bridgetown. A causa della pandemia di COVID-19 la sua ordinazione episcopale è stata rinviata. Essendo la sede vacante, Scantlebury è stato nominato amministratore apostolico della diocesi di Bridgetown il 1º marzo 2021. Scantlebury è stato consacrato vescovo l'11 giugno 2021, diventando il primo vescovo cattolico nativo delle Barbados.

## Genealogia episcopale
La genealogia episcopale è:
- Cardinale Scipione Rebiba
- Cardinale Giulio Antonio Santori
- Cardinale Girolamo Bernerio, O.P.
- Arcivescovo Galeazzo Sanvitale
- Cardinale Ludovico Ludovisi
- Cardinale Luigi Caetani
- Cardinale Ulderico Carpegna
- Cardinale Paluzzo Paluzzi Altieri degli Albertoni
- Papa Benedetto XIII
- Papa Benedetto XIV
- Papa Clemente XIII
- Cardinale Bernardino Giraud
- Cardinale Alessandro Mattei
- Cardinale Pietro Francesco Galleffi
- Cardinale Giacomo Filippo Fransoni
- Cardinale Antonio Saverio De Luca
- Arcivescovo Gregor Leonhard Andreas von Scherr, O.S.B.
- Arcivescovo Friedrich von Schreiber
- Arcivescovo Franz Joseph von Stein
- Arcivescovo Joseph von Schork
- Vescovo Ferdinand von Schlör
- Arcivescovo Johann Jakob von Hauck
- Vescovo Ludwig Sebastian
- Cardinale Joseph Wendel
- Arcivescovo Josef Schneider
- Vescovo Josef Stangl
- Papa Benedetto XVI
- Arcivescovo Fortunatus Nwachukwu
- Vescovo Neil Sebastian Ricardo Scantlebury